# 李福宝
李福宝（1955年12月23日—2025年6月23日），河北张家口人，中华人民共和国男子足球运动员。司职中锋。

## 生平
1955年12月23日（一说1956年），李福宝出生。早年被张家口市体校教练选中。1971年，获得河北省少年足球赛冠军。1973年，李福宝入选河北青年队，师从念文汉教练。1974年，入选河北足球一队。1977年7月，入选第一届北京国际足球友好邀请赛中国青年足球队队员。1978年1月，入选中国国家足球队。1978年12月，在泰国曼谷亚洲运动会足球比赛上攻入唯一进球，使中国队以1比0的比分战胜伊拉克队，获得第三名铜牌。
2025年6月23日中午12时，李福宝在广东省佛山市的家中逝世。